# 复州 (湖北)
复州，中国古代的州。
北周初置复州，治所在建兴县（隋朝改沔阳县，今属湖北省）。唐朝复州下辖沔阳县、竟陵县、监利县三县，辖境约当今湖北省仙桃、天门、监利等市地。宝应后移治竟陵县（五代后晋改景陵县，今天门市）。南宋端平间还治沔阳镇。元世祖至元十三年（1276年）改为复州路。
唐朝复州刺史
- 郝相贵（武德年间）
- 崔思约（贞观年间）
- 张文琮（贞观年间）
- 崔大质（唐高宗时）
- 敬之（唐高宗时）
- 李晫（永隆年间）
- 韦纪（唐高宗、武后时）
- 刘藏（唐高宗、武后时）
- 李皎（唐高宗、武后时）
- 狄仁杰（688年）
- 高光复（武周时）
- 张怀礼（武周、唐中宗时）
- 卢照己（神龙初年）
- 张琰（唐中宗时）
- 李测（唐睿宗时）
- 卢季恂（720年）
- 韦勉（724年）
- 郑庭玉（开元年间）
- 李行肃（开元年间）
- 崔尚（开元末年）
- 崔慎微（唐玄宗时）
- 竟陵郡太守
- 岑靖（唐肃宗时）
- 卢虔（795年）
- 崔訏（贞元年间）
- 李宙（812年之前）
- 郑群（813年）
- 周愿（816年—819年）
- 许志雍（819年）
- 张仲方（长庆初年）
- 李从简（开成初年）
- 乐坤（开成末年）
- 杜宝符（842年）
- 陈修古（会昌年间）
- 宇文临（849年）
- 郑孺复（大中年间）
- 董元素（咸通年间）
- 张瓌（885年）